# Парад в Куйбышеве 7 ноября 1941 года

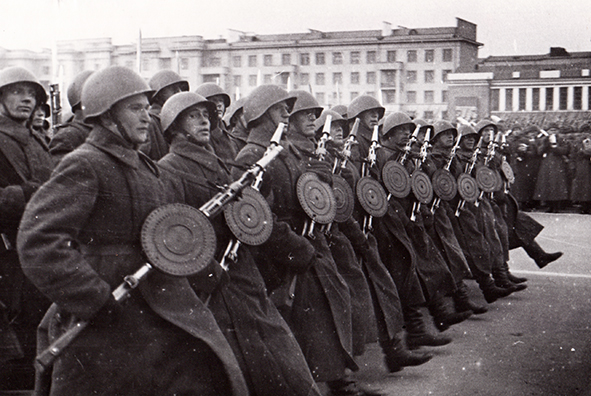
Пулемётчики с пулемётами Дегтярёва.

Парад в Куйбышеве 7 ноября 1941 года — военный парад в честь 24-й годовщины Октябрьской революции, прошедший во время Великой Отечественной войны на центральной площади города Куйбышева.
Это один из трёх больших парадов, проведённых в Союзе ССР в тот день, наряду с Московским парадом на Красной площади и парадом в Воронеже. Российские историки высоко оценивают военно-политическое значение парада, считая его одним из важных факторов, определявших политику союзников нацистской Германии в отношении СССР в ходе первого года войны.

## Историография

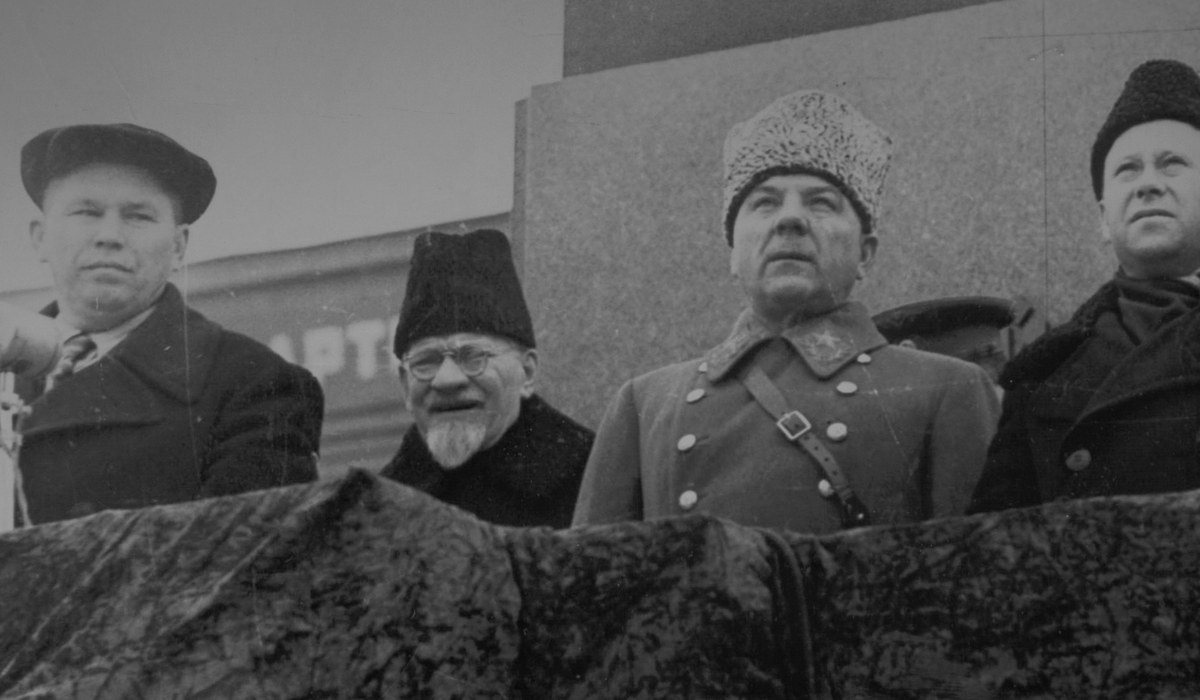
Слева направо: председатель куйбышевского облисполкома Н. Журавлёв, председатель Президиума Верховного Совета СССР М. Калинин и маршал Советского Союза К. Ворошилов.

Несмотря на достаточно широкую известность, тема куйбышевского парада 7 ноября 1941 года остаётся не вполне изученной, а исторические исследования натыкаются на препятствие в виде недоступности многих документов, находящихся в ведомственных архивах.
Официальные публикации, долгое время бывшие практически единственным источником информации о параде, сводятся к сообщениям в газете «Известия», от 9 ноября 1941 года, где были опубликованы краткие журналистские очерки о трёх прошедших парадах, а также полные тексты выступлений И. В. Сталина, К. Е. Ворошилова и С. К. Тимошенко, документальному фильму режиссёра Л. Степановой и паре абзацев в работе по истории Приволжского военного округа
Доступ к архивным документам, посвящённым параду, появился лишь в 2010 году, когда был снят гриф секретности с части материалов архива секретариата К. Е. Ворошилова, хранящихся в Государственном архиве Российской Федерации, в том числе дела «О проведении парада 7 ноября 1941 г. в г. Куйбышеве», в организации и проведении которого Маршал Советского Союза К. Е. Ворошилов принимал непосредственное участие. Эта сравнительно небольшая группа документов даёт представление о подготовке и проведении парада и позволяет уточнить различные детали. Однако исследователям всё ещё остаются недоступными материалы НКВД, обеспечивавшего безопасность на параде, народного комиссариата иностранных дел, где должны быть сведения об информировании иностранных миссий о проведении парада, министерства обороны о ходе подготовки войск к параду. Результатом дефицита информации стали многочисленные публикации, изобилующие ошибками и неточностями.

## Подготовка к параду

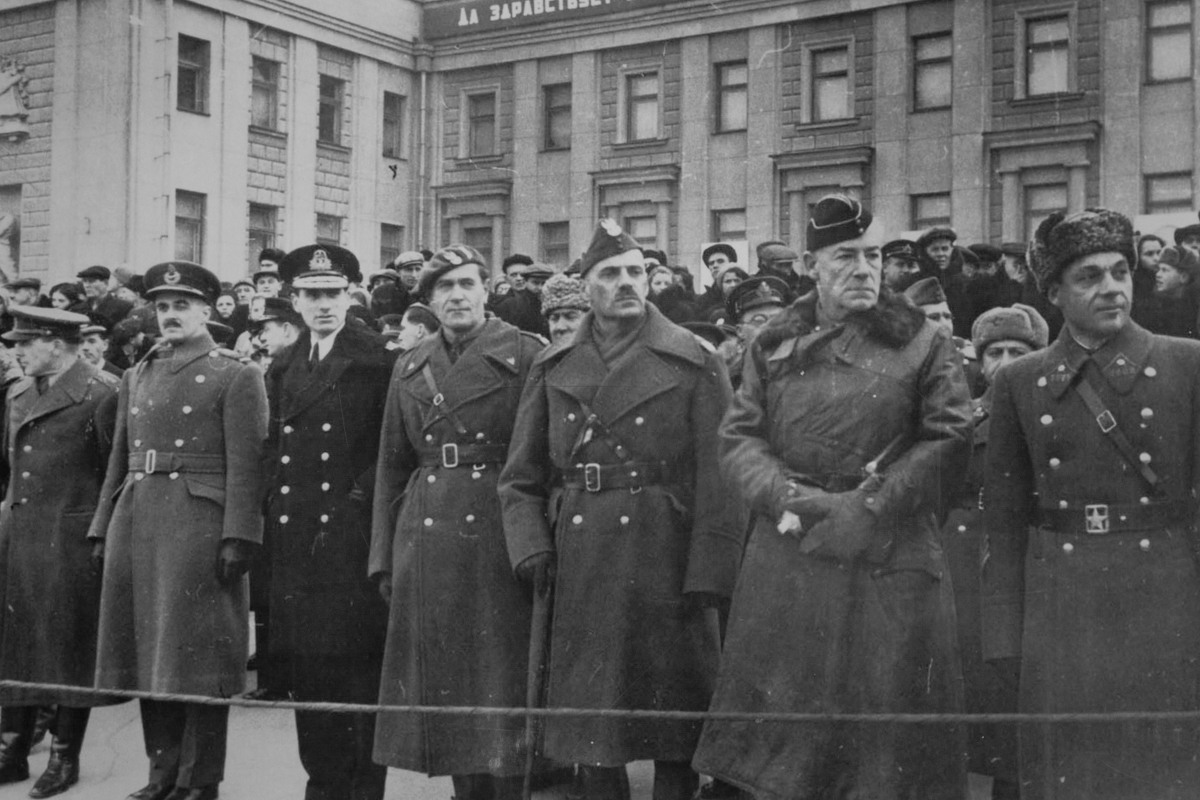
Иностранные дипломаты

Решение о проведении парада в Куйбышеве (ныне Самара) было принято непосредственно в Ставке Верховного главнокомандующего СССР. Приказ о проведении парада был подписан находившимся в Куйбышеве представителем Ставки по формированию войск, членом Государственного комитета обороны, заместителем председателя Совета народных комиссаров СССР маршалом Климентом Ворошиловым. Однако историки полагают, что тот лишь выполнял личную волю И. В. Сталина, о чём свидетельствует начало телеграммы, 8 ноября отправленной Сталину Ворошиловым: «7 ноября согласно Вашего указания в г. Куйбышеве был проведён парад войскам».
Решение провести парад в Куйбышеве было связано с эвакуацией туда в октябре 1941 года учреждений советского правительства, в том числе Наркомата обороны Союза ССР, а также иностранных посольств и дипломатических миссий. Параду придавалось большое политическое значение: он должен был стать демонстрацией военной мощи Советского Союза как союзникам, полагавшим, что до падения Москвы остаются считанные дни, так и потенциальным противникам, особенно Японии и Турции, чьё вступление в войну против СССР считалась вполне вероятным, что вынуждало держать на границах с ними значительные вооружённые контингенты.
Парад в Куйбышеве являлся дублёром московского парада. В случае налёта немецкой авиации на Красную площадь в радиоэфир должна была пойти прямая трансляция из Куйбышева, а московский парад отменялся.
Военную часть парада организовывал начальник Куйбышевского гарнизона подполковник Лукин, воздушную — командующий ВВС Приволжского военного округа полковник Владимир Судец. При этом Ворошилов лично просматривал все документы по подготовке парада, утверждал воинские части, виды и количество вооружения и  военной техники, вёл большую переписку с государственными, военными и партийными структурами, прилагая массу усилий, чтобы парад прошёл как можно лучше. По мнению историков, успешное проведение парада было для Ворошилова очень важным. Это была попытка реабилитироваться за продемонстрированную им ранее непригодность к командованию в современной войне, из-за чего первый маршал и был отозван с фронта и оказался в тыловом Куйбышеве.

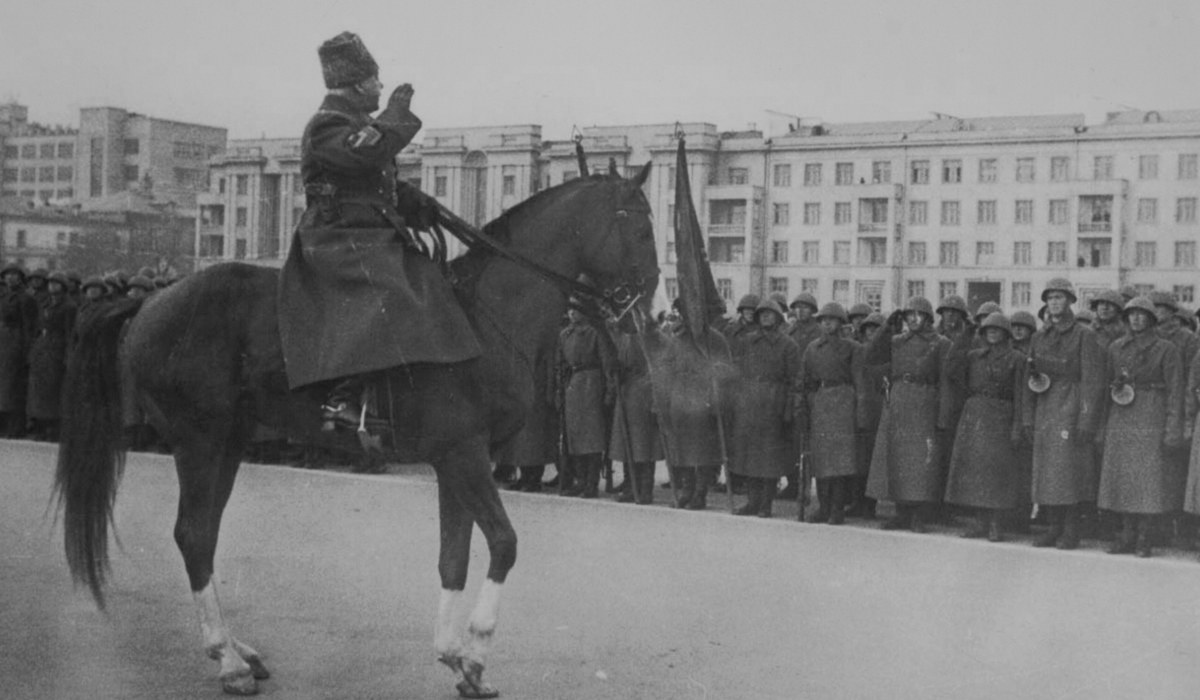
Маршал К. Ворошилов принимает парад

Приволжский военный округ не имел собственных боевых частей — имелись лишь запасные части, занятые подготовкой пополнений для фронта. 7 формировавшихся дивизий 60-й армии 7 ноября должны были начинать погрузку в воинские поезда, поэтому для участия в параде были привлечены стрелковые дивизии, перебрасывавшиеся по железной дороге на фронт из восточных регионов страны. 30 октября они были выгружены в Куйбышеве и неделю занимались подготовкой к параду, репетируя на стадионах и ипподроме, улицах и площадях. По распоряжению Ворошилова частям было выдано новое обмундирование. При этом, судя по плану подготовки праздничных мероприятий, составленному накануне парада, историки делают вывод, что до последнего момента не было ясности о точном количестве участвующих войск. В документе оно указано приблизительно: «около 40 тыс. чел.»
Выпускавшиеся в стране новые основные танки Т-34, КВ-1 и Т-60 отправлялись прямиком на фронт, и в тыловом Куйбышеве не было частей с ними, поэтому к участию в параде были привлечены танковые училища Приволжского военного округа. Планировалось, что в колоннах пройдут 64 танка, которые поровну должны были предоставить Чкаловское и Сызранское танковые училища. Также были подготовлены колонны из грузовиков ЗиС-5 для мотопехоты, ГАЗ-АА для зенитчиков и прожекторных войск и артиллерийские тягачи.

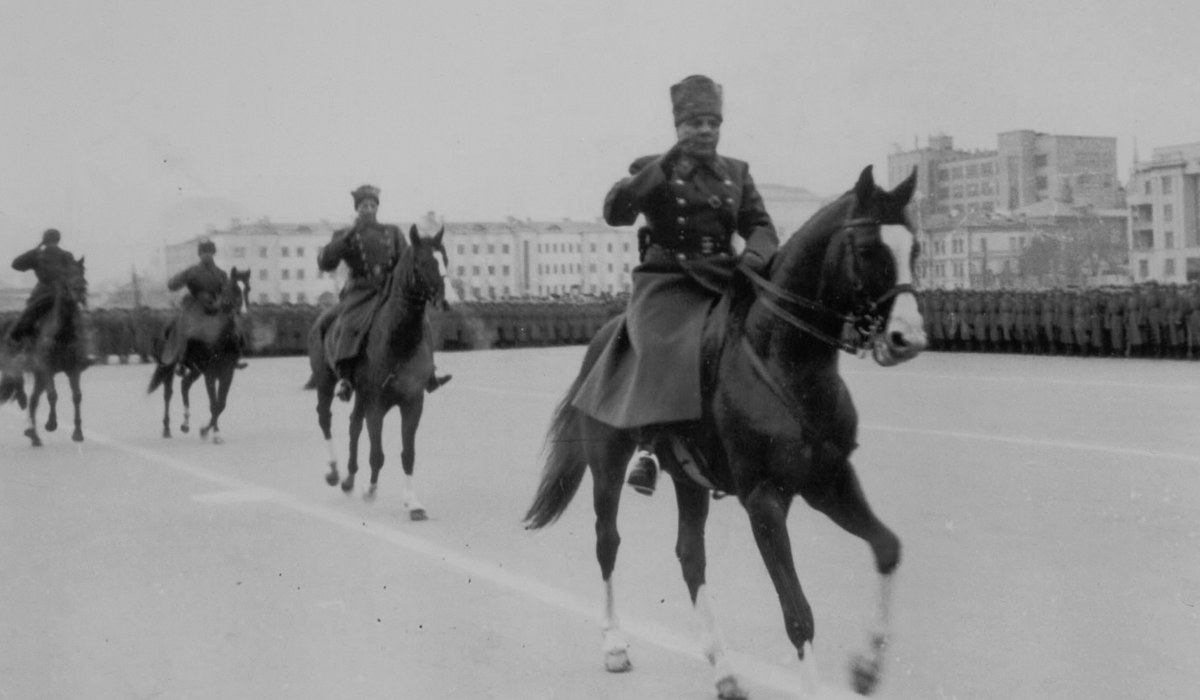
Маршал К. Ворошилов и генерал-лейтенант М. Пуркаев объезжают войска

Для участия в воздушном параде были задействованы 8 запасных авиаполков и 5 авиашкол, дислоцировавшихся на территории округа. Подготовка к параду проводилась в кратчайшие сроки, некоторые самолёты прибыли на местные аэродромы лишь за несколько дней до парада. По данным бывшего начальника управления ВВС ПриВО генерал-майора Александра Серебрякова, для проведения парада были задействованы все аэродромы Куйбышевской области: Троекуровка в Сызрани, гражданский аэропорт местной авиации Смышляевка, совместный заводской аэродром строящихся на Безымянке двух авиазаводов, военный аэродром «Кряж» в Куйбышеве. В течение трёх суток была подготовлена техника, отработаны связь и взаимодействие, проведены тренировочные полёты, хотя не все экипажи успели пролететь по маршруту парада. Ограничивал полётное время при подготовке к параду и недостаток топлива. Всего планировалось участие 165 боевых самолётов всех типов, которые при благоприятных погодных условиях должны были пролететь с выполнением пилотажных фигур. Один из участвовавших в параде лётчиков в воспоминаниях писал, что для придания дополнительной массовости было решено, что самолёты пройдут над городом дважды.
Во время подготовки потерпел катастрофу один из истребителей 13-го запасного авиаполка, пилот погиб.

## Праздничный концерт
В рамках празднования годовщины Октябрьской революции, накануне парада, 6 ноября состоялось торжественное заседание партийных и общественных организаций Куйбышева. В президиум заседания были выбраны члены ЦК ВКП(б) и СНК, руководители областных организаций. После ряда докладов были приняты тексты письма к Сталину и защитникам Москвы и Ленинграда. На заседании присутствовали и иностранные дипломаты. По окончании официальной части состоялся праздничный концерт.
Не обошлось без накладок. В программе концерта, утверждённой управлением пропаганды и агитации ЦК ВКП(б), числились выступления хора имени Пятницкого и ансамбля народного танца И. Моисеева, которые находились в эвакуации в Баку и Иркутске соответственно. Так что основными исполнителями стали артисты Большого театра, эвакуированного в Куйбышев.
В концерте приняли участие хор и оркестр Большого театра под управлением С. А. Самосуда, певцы В. В. Барсова, А. С. Пирогов, А. И. Батурин, Е. И. Антонова, П. М. Норцов, С. М. Хромченко, В. Р. Сливинский, солисты балета О. В. Лепешинская, А. И. Ермолаев, С. М. Мессерер, А. М. Мессерер, В. Ф. Галецкая, пианист Л. Н. Оборин, арфистка В. Г. Дулова. Второе отделение открывалось Д. Шостаковичем. Затем звучали песни советских композиторов, русская и классическая музыка, русские народные песни. С номером «Монолог» выступила Рина Зелёная. Завершился концерт исполнением песен И. О. Дунаевского «Марш женских бригад» и А. Г. Новикова «В поход».
На следующее утро состоялся парад.

## Проведение парада

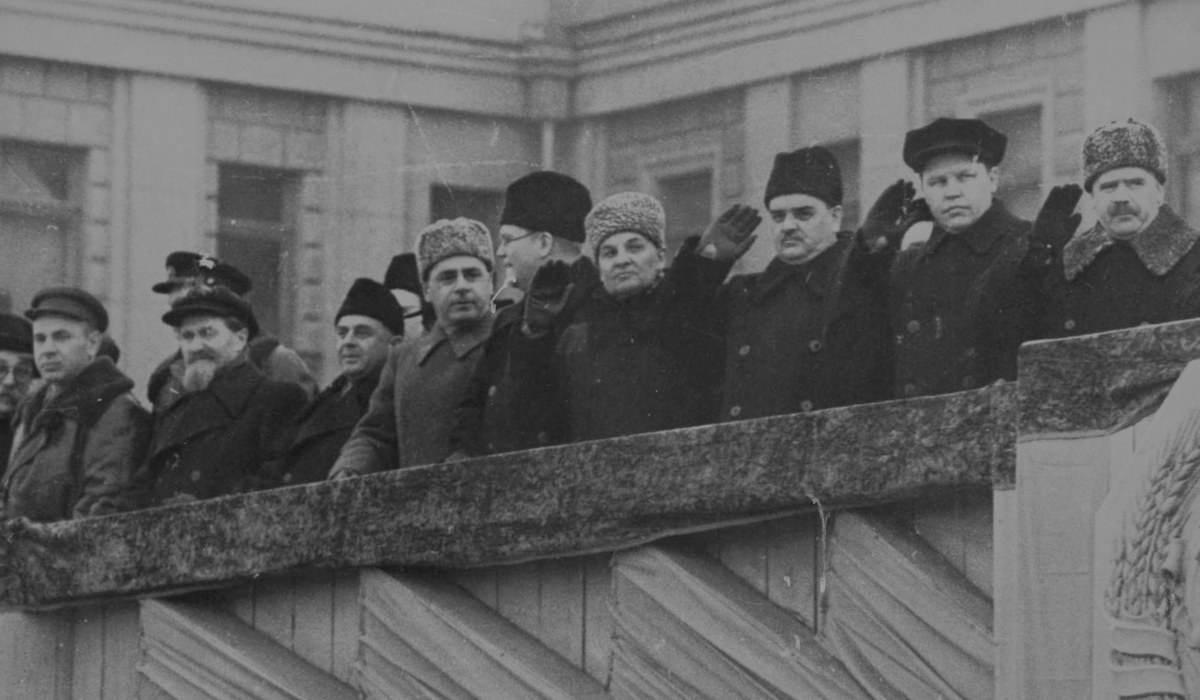
Члены правительства СССР на трибуне

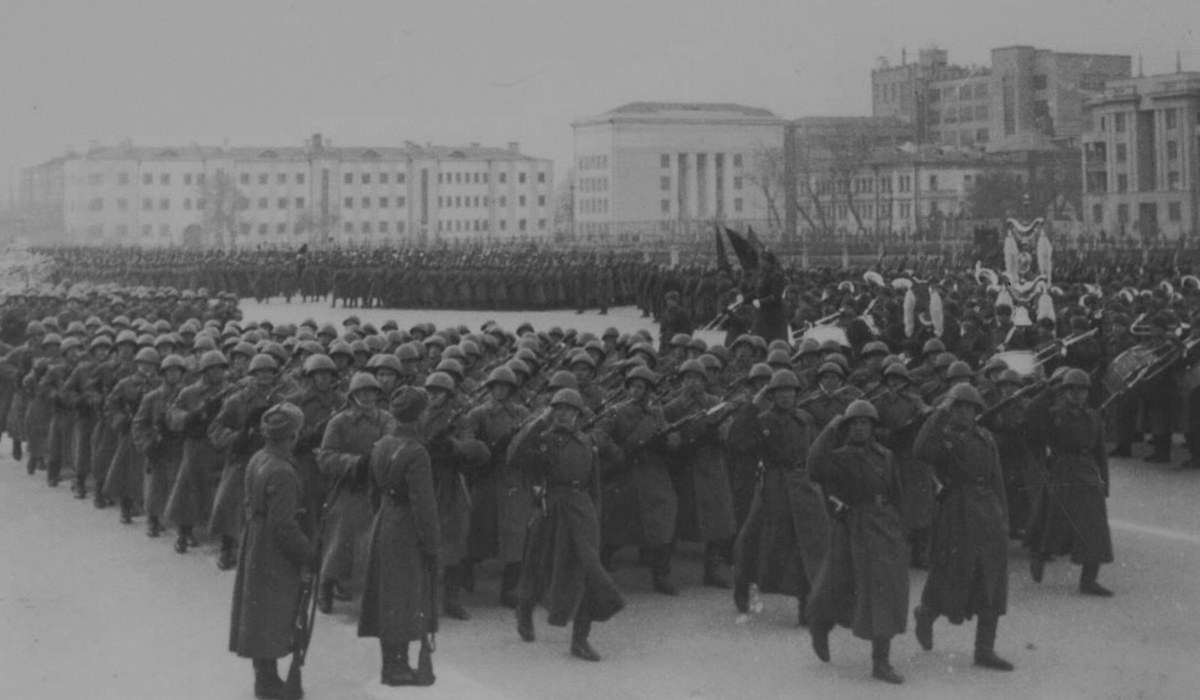
Строевая пехотная «коробка»

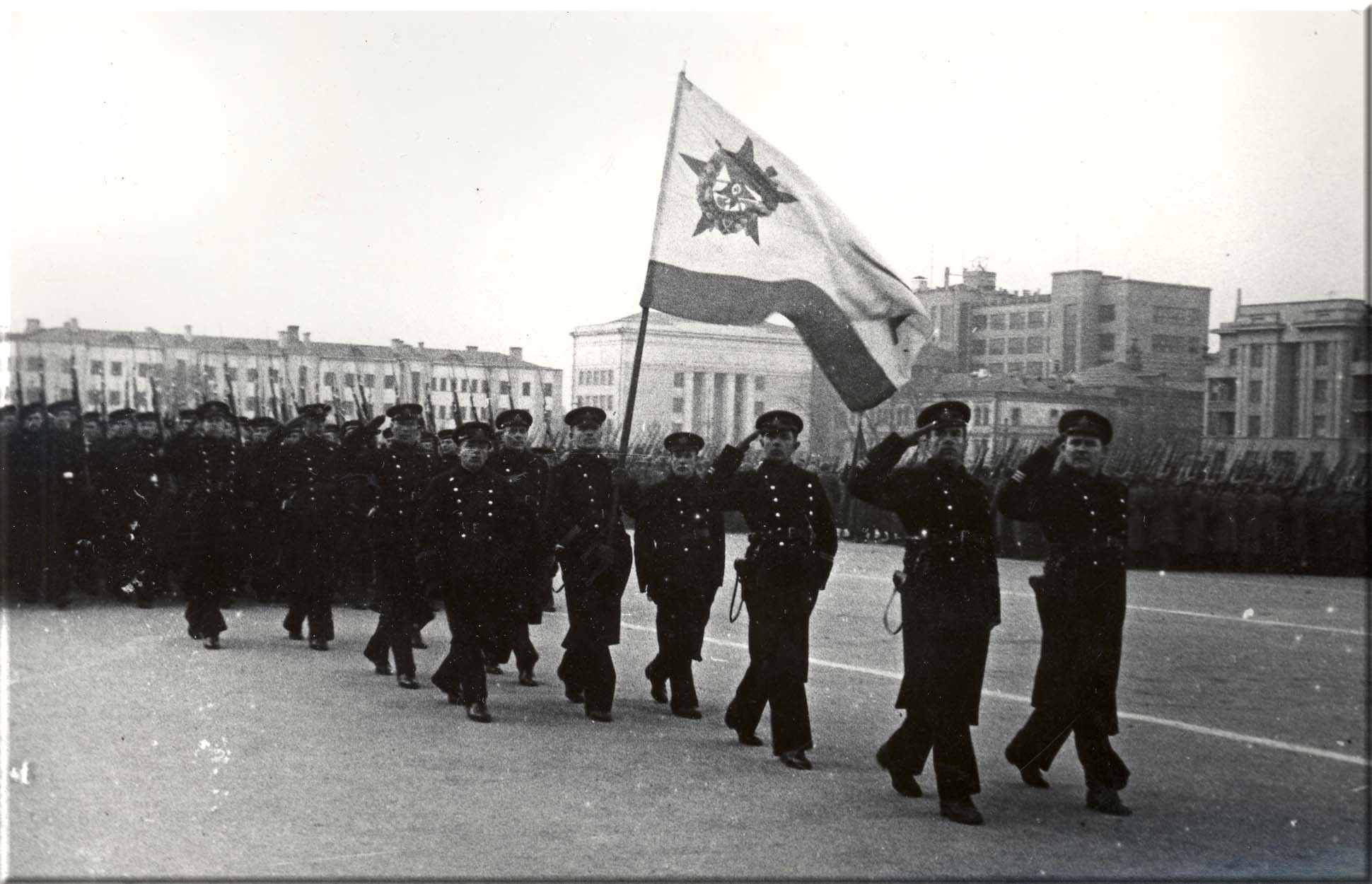
Моряки Амурской флотилии

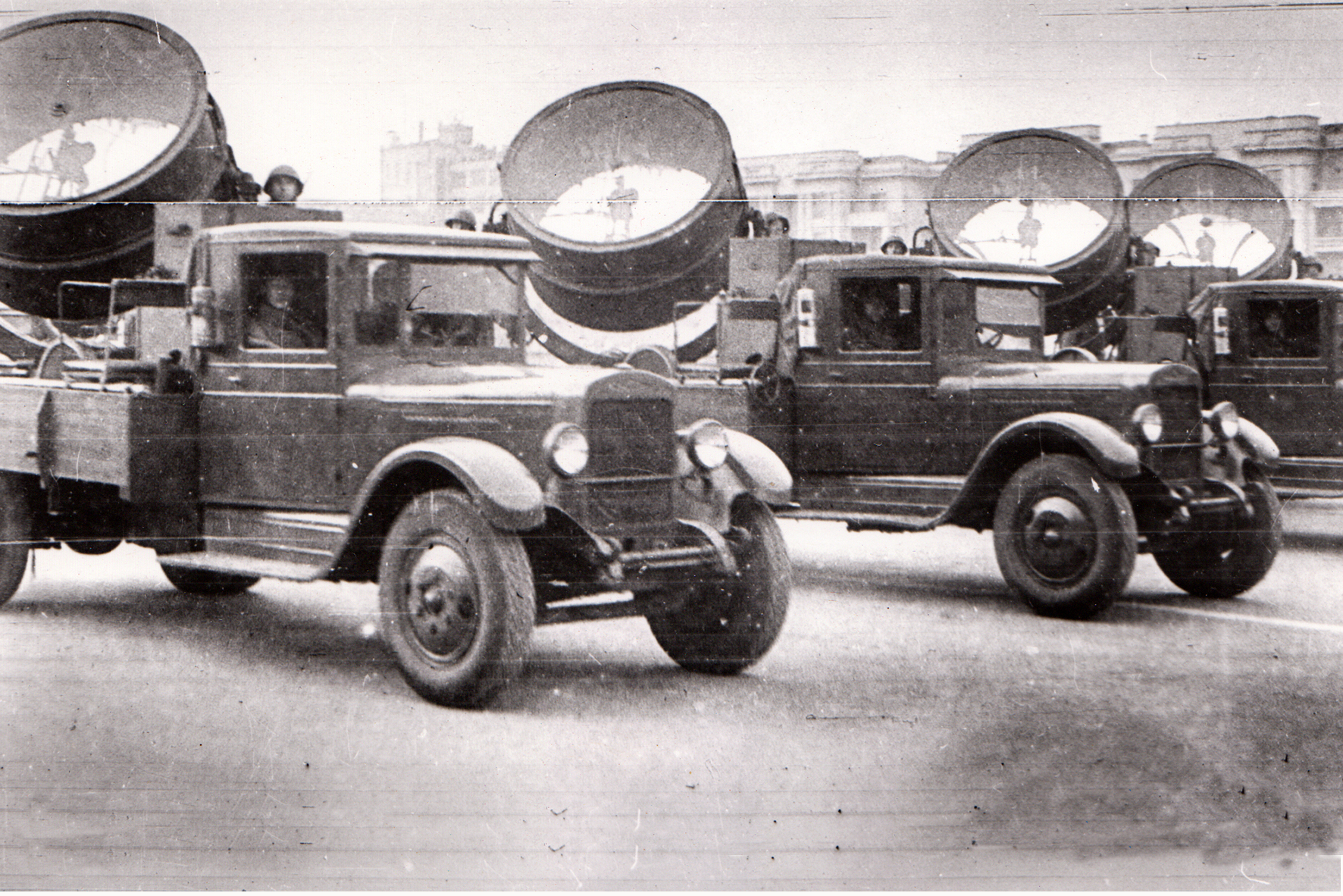
40-й прожекторный полк

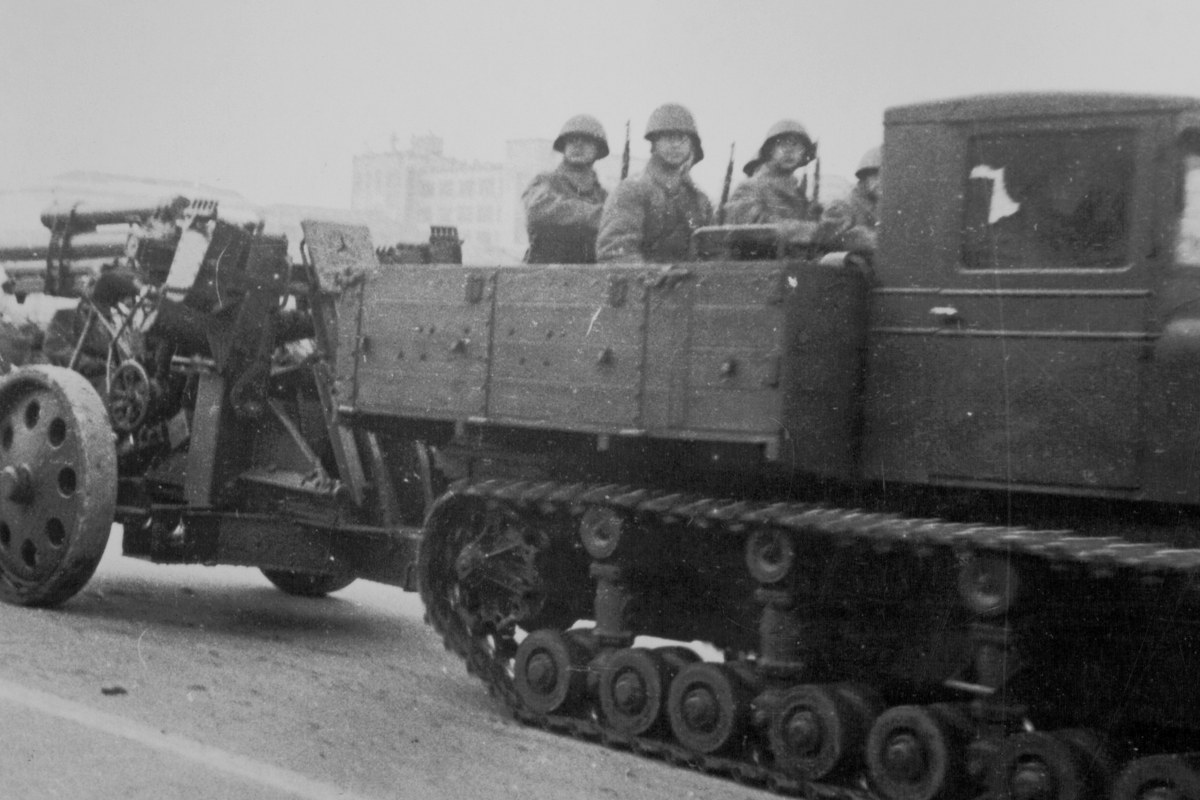
Артиллерийские части

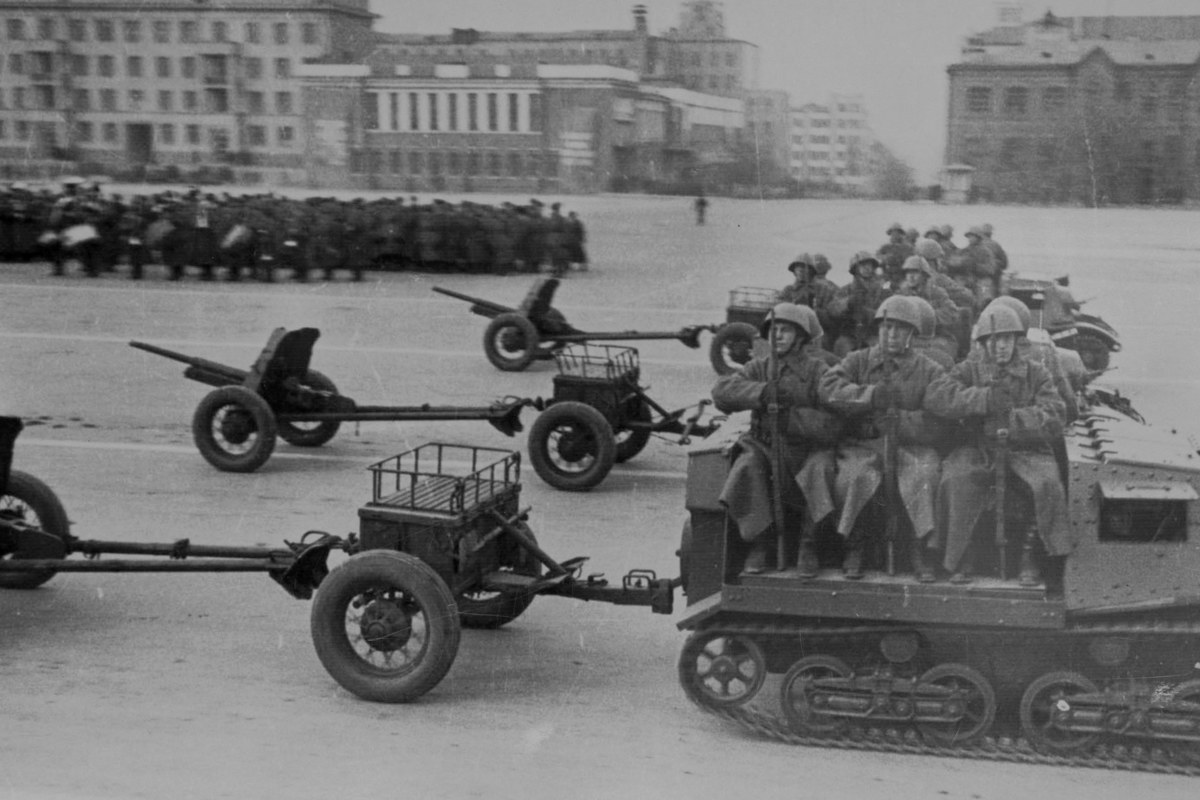
Бронированные тягачи «Комсомолец» Т-20

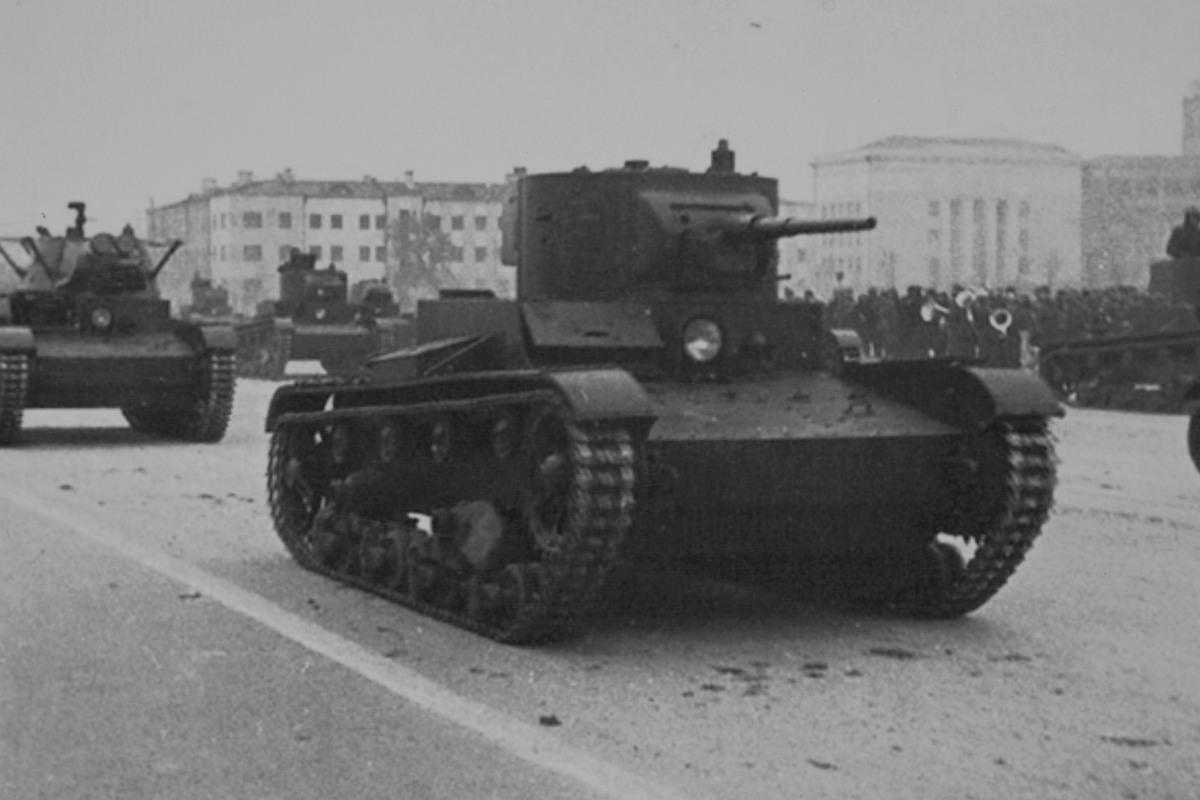
Танки Т-26

Немецкая авиация не смогла помешать проведению парада в Москве, так что прямая радиотрансляция на всю страну прошла с Красной площади.
Куйбышевский парад проходил на площади Куйбышева — крупнейшей площади страны. На время его проведения в городе закрывались магазины, в том числе и хлебные. С 8 утра, за два часа до начала, было закрыто движение транспорта в районе парада и ограничен проход пешеходов, вход на площадь Куйбышева осуществлялся по особым пропускам. В четырёх точках по периметру площади дежурили кареты скорой помощи.
На центральной трибуне находились председатель Президиума Верховного Совета СССР Михаил Калинин, первый заместитель председателя Совнаркома СССР Николай Вознесенский, заместители председателя СНК М. Г. Первухин и А. Я. Вышинский, народный комиссар государственной безопасности В. Н. Меркулов, народный комиссар угольной промышленности СССР В. В. Вахрушев, председатель комиссии партийного контроля А. А. Андреев, его заместитель М. Ф. Шкирятов, первый секретарь ВЦСПС Н. М. Шверник и другие руководители СССР, а также секретарь куйбышевского обкома партии М. Я. Канунников и председатель облисполкома Н. Н. Журавлёв.
Справа от трибуны располагались иностранные дипломаты. В Куйбышев были эвакуированы дипломатические представительства 22 стран (США, Великобритания, Афганистан, Китай, Бельгия, Швеция, Чехословакия, Болгария, Турция, Греция, Иран, Норвегия, Польша, Югославия, Япония, Канада, Австралия, Куба, Мексика, Монголия, Тува, Комитет национального освобождения Франции), 2 военные миссии (Великобритании и США), а также иностранные корреспонденты. Слева от центральной трибуны размещались около 300 приглашённых — «передовики производства, руководящие работники партийных и советских организаций».
Командовал парадом командующий 60-й армией генерал-лейтенант Максим Пуркаев. Принимал парад маршал Советского Союза Климент Ворошилов. После отдачи рапорта военачальники объехали войска и поздравили их с праздником, после чего Ворошилов с трибуны произнёс речь. По её окончании прозвучал салют из 40 артиллерийских залпов. По команде Пуркаева начался торжественный марш.
Парад открывал сводный батальон начальствующего состава центрального управления наркомата обороны. Основу парада составили 65-я (9725 человек, командир П. Кошевой), более оснащённая боевой техникой и артиллерией, и 239-я (5986 человек, командир Г. Мартиросян) стрелковые дивизии. Часть личного состава проехала на 206 автомашинах. Также в параде принимали участие начсостав и курсанты Куйбышевской военно-медицинской академии (900 человек), 40-й прожекторный полк из 36 прожекторов (219 человек), сводный батальон моряков (602 человека из Краснознамённой Амурской флотилии и формировавшихся в области 84-й и 85-й морских стрелковых бригад), войска НКВД (3672 человека), сводный оркестр НКО (359 человек). Часть солдат проехала на лошадях — 188 верховых, 356 человек на артиллерийских повозках и 248 обозных. Прохождением войск маршал Ворошилов остался доволен. «Особенно хорошо выглядела пехота», — сообщал он в телеграмме Сталину.
Прошли по площади 84 повозки и 119 тракторов, гусеничные артиллерийские тягачи Т-20 «Комсомолец» с 45-мм противотанковыми пушками, а также другие противотанковые, средние и дальнобойные орудия, всего 208 орудий. Относительно состава и численности бронетехники, участвовавшей в параде, в источниках присутствуют разногласия. В «Строевой записке личного состава и вооружения частей гарнизона г. Куйбышева, участвующих в Параде в день 24-й годовщины Великой Октябрьской социалистической революции на площади им. Куйбышева», направленной Ворошилову начальником гарнизона Куйбышева Лукиным, указано, что в параде приняло участие 107 танков (Т-38 — 96 единиц, Т-28 — 11 единиц), что заметно больше предполагавшегося количества. Однако, если присутствие на параде танков Т-38 подтверждается и документально, и с помощью фото- и кинокадров, то танки Т-28 не фигурируют ни на фотографиях, ни в кинохронике парада. По некоторым источникам, их вообще не имелось в округе в указанном количестве. Зато на фотографиях и кинохронике присутствуют не указанные в «Строевой записке» танки Т-26, которые изначально и предполагались для участия в параде. В ряде источников также указывается, что в параде принял участие как минимум один танк Т-35, причём он сохранился до настоящего времени, находится в бронетанковом музее в Кубинке, встречаются утверждения и об участии танков БТ-7. В любом случае в параде участвовали только танки устаревших типов. В докладе Ворошилова Сталину также указано об участии 17 (в другом источнике 14) бронеавтомобилей, не обнаруженных ни на фотографиях, ни в кинохронике.
Кульминацией парада стала его воздушная часть. Из-за сложных метеоусловий пролёт самолётов осуществлялся без выполнения пилотажных фигур. Волны самолётов дальней и фронтовой авиации, сменяя друг друга, прошли над площадью на разных высотах в несколько эшелонов. По воспоминаниям командира 1-й запасной авиабригады А. И. Подольского, ведомые им пятёрки Ил-2 пролетели над площадью на высоте всего в 100—300 метров при том, что утверждённая для безопасности минимальная высота составляла 500 метров для штурмовиков и 1000 метров для остальных самолётов. От возможного трибунала за неисполнение приказа полковника спасла благодарность участникам авиапарада маршала Ворошилова, довольного произведённым эффектом. Оказалось, что наблюдавшим с земли определить общее число самолётов было практически невозможно. По разным оценкам, над Куйбышевом пролетело от 600 до 700 боевых самолётов преимущественно новых типов, что стало весьма масштабной демонстрацией мощи советской авиации. Указанная цифра встречалась в советских и российских источниках длительное время, лишь в 2014 году были опубликованы документы, показывающие, что реальное число самолётов, принимавших участие в параде, в несколько раз меньше.
Обнародованные документы показывают, что 7 ноября над Куйбышевым пролетели:
- полк Энгельской авиашколы (27 бомбардировщиков СБ);
- сводный полк 1-й и 3-й Чкаловских авиашкол (27 бомбардировщиков СБ);
- 10-й запасной авиаполк (17 лёгких бомбардировщиков Су-2);
- 7-й запасной авиаполк (27 бомбардировщиков ДБ-3);
- полк Николаевского морского авиаучилища (27 бомбардировщиков СБ);
- 15-й запасной авиаполк (18 бомбардировщиков Пе-2);
- сводный полк 8, 16 и 13[Комм 1] запасных истребительных авиаполков (15 истребителей Як-1);
- полк 1-й запасной авиабригады (35 штурмовиков Ил-2)[Комм 2];
- полк Качинской авиашколы (36 истребителей И-16).

Согласно информационной справке, составленной 8 ноября для Ворошилова командующим ВВС ПриВО Судецом и комиссаром округа полковым комиссаром Малковым, над площадью пролетело 233 самолёта, что, как и в случае с бронетехникой, заметно превышало первоначальные планы организаторов парада, а всего для участия в параде было подготовлено 268 машин. Некоторые авиагруппы держали в воздухе резервные самолёты, готовые подменить самолёты в основном строю при возникновении технических проблем, также в резерве находились транспортные самолёты, самолёты связи и разведки Парад стал одновременно и экзаменом на профессиональное мастерство, командование ВВС ПриВО дало оценку действиям каждого лётчика. В Москве также планировался пролёт самолётов, но из-за плохой погоды воздушная часть парада в столице была отменена, и, таким образом, воздушный парад в Куйбышеве стал единственным в стране за время войны.
Парад длился полтора часа, став самым продолжительным из трёх проводившихся в стране парадов. В нём приняли участие 25 600 военнослужащих. Вслед за военными шла демонстрация трудящихся, длившаяся более часа, в которой приняло участие 178 тысяч человек. Прохождение войск и демонстрантов сопровождал сводный оркестр под управлением С. А. Чернецкого.

## Значение

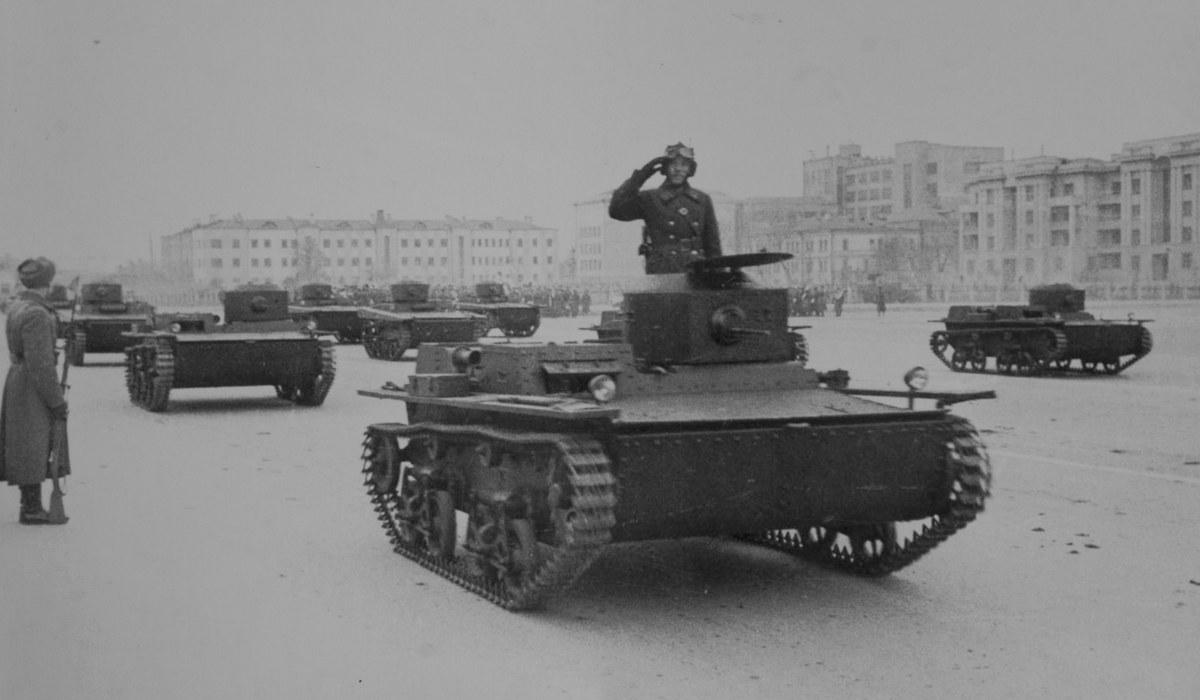
Малые танки-амфибии Т-38

Советские и российские историки традиционно высоко оценивают политическое и военное влияние куйбышевского парада. Считается, что парад произвёл огромное впечатление на иностранных дипломатов, удивлённо спрашивавших: «Где вы взяли столько техники? Значит, у вас есть большие силы. Значит, ваше командование достаточно уверено в резервах, если позволило себе такую роскошь, как большой парад в Куйбышеве». Приводятся и воспоминания о том, что на устроенном вечером 7 ноября торжественном приёме иностранные дипломаты активно интересовались у советских военных, откуда и почему в тыловом городе столько военной техники, и почему она не на фронте, на что получали ответ, что это резервы.
Предполагается, что подобная убедительная демонстрация значительной военной мощи стала одним из факторов, вынудивших правительства Турции и Японии проводить более сдержанную политику в отношении СССР. Оказалось, что СССР не сломлен, готов продолжать борьбу и имеет резервы и современную технику, в том числе авиацию, по заявлениям немецкой пропаганды полностью уничтоженную ещё в начале войны. Также с влиянием парада связывают решение президента США Франклина Рузвельта предоставить СССР беспроцентный заём в 1 млрд долларов, выплаты которого предусматривались через пять лет после окончания войны, однако же письмо Рузвельта Сталину с уведомлением о предоставлении займа датировано ещё 2 ноября, а ответное — с согласием и благодарностью — 4 ноября.

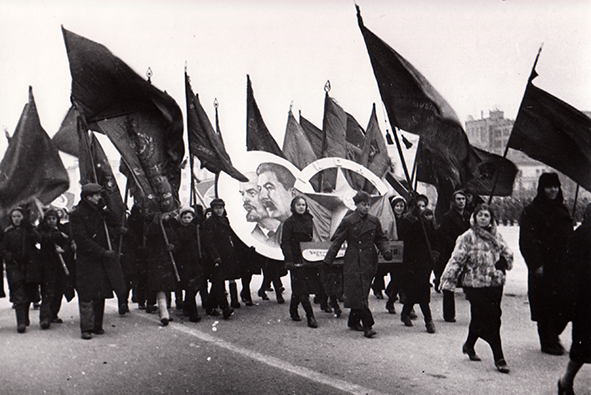
Гражданская демонстрация

Иностранные источники заметно сдержаннее в оценках парада, который оказался практически проигнорирован западной прессой. Первые публикации на английском языке о параде 7 ноября появились только несколько месяцев спустя. Фотография с парада хотя и стала вообще единственной фотографией Куйбышева за период с 1942 по 1945 год, появившейся в американской прессе, однако сопровождалась достаточно пренебрежительной подписью:

Воюющие народы СССР по-прежнему любят эти массовые церемонии. Вот большой парад во временной столице Куйбышеве, где отмечают революционный праздник.
Оригинальный текст (англ.)The battling Russians still love those mass ceremonies. Here's a big parade in Kuibyshev, provisional capital, celebrating a revolutionary holyday.

Посол Болгарского царства Иван Стаменов в своём сообщении в министерство иностранных дел и исповеданий характеризовал парад также достаточно скромно:

Празднование советской годовщины прошло по старой программе… Ворошилов здесь, так как похоже, что занимается формированием в районах, расположенных к востоку от Самары, частей для фронта. На параде показали сборные части около 2-х дивизий пехоты, артиллерия — скудная и старая, лошади — деревенские, истощённые, авиация — старая и учебных моделей; люди — из Сибири и различных народностей. Говорил Ворошилов: повторение лозунгов Центрального Комитета: долг, война, призыв к увеличению производства и борьбе.

В том же духе вспоминает парад и вице-адмирал А. А. Саркисов, участвовавший в параде в колонне морской стрелковой бригады: «Это был не столько военный парад, со свойственной ему торжественностью и строевым порядком, сколько прохождение плохо организованных групп военнослужащих, в которых можно было лишь угадывать отдельные подразделения: взводы, роты и батальоны. Более чёткий строевой порядок соблюдался при прохождении военной техники… М. И. Калинин… был, пожалуй, единственным из стоящих на трибуне, с добрым улыбающимся лицом. Остальные члены правительства стояли с довольно мрачными физиономиями».

## Память

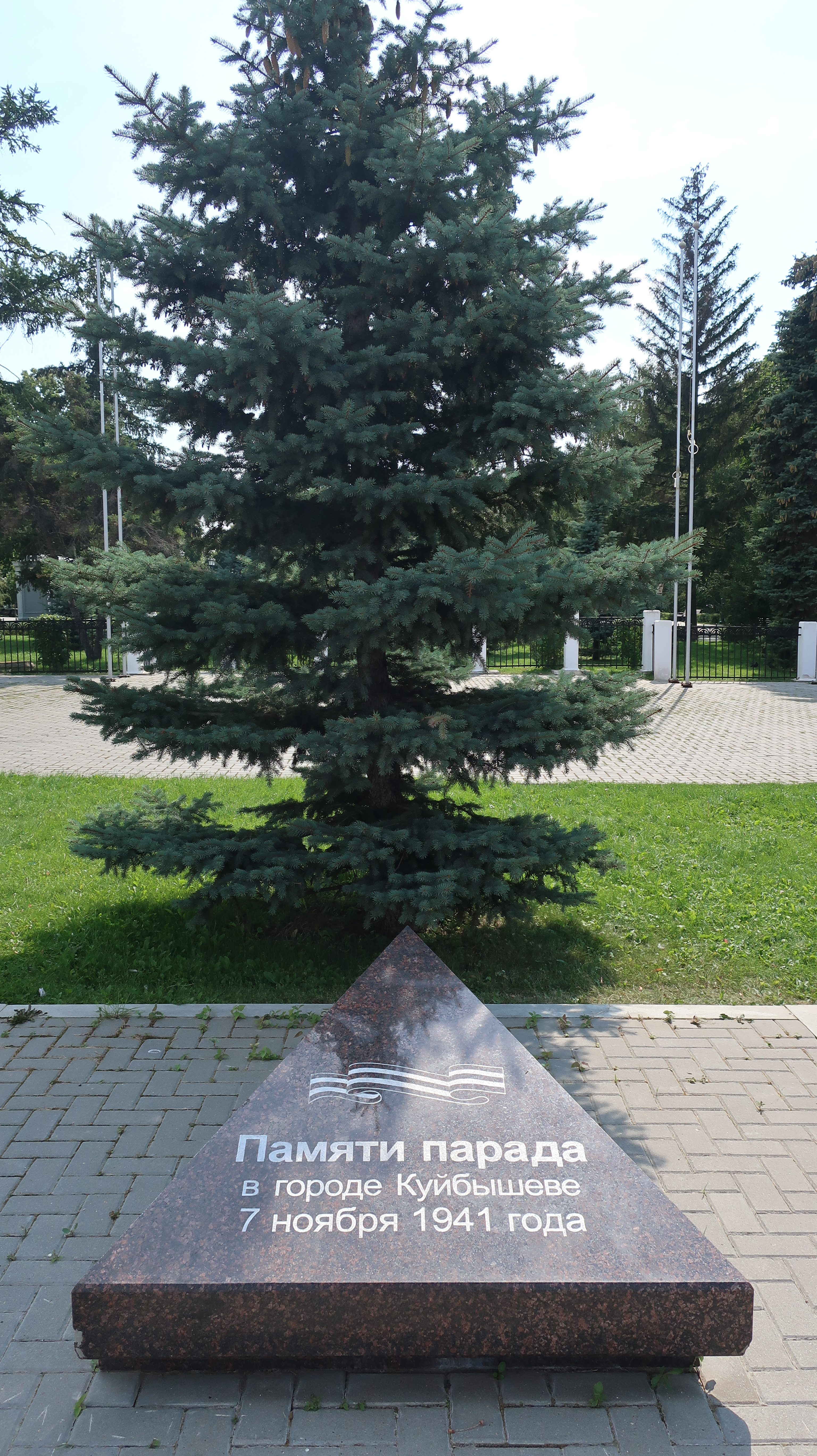
Памятный знак на площади Куйбышева в Самаре в память о параде 7 ноября 1941 года

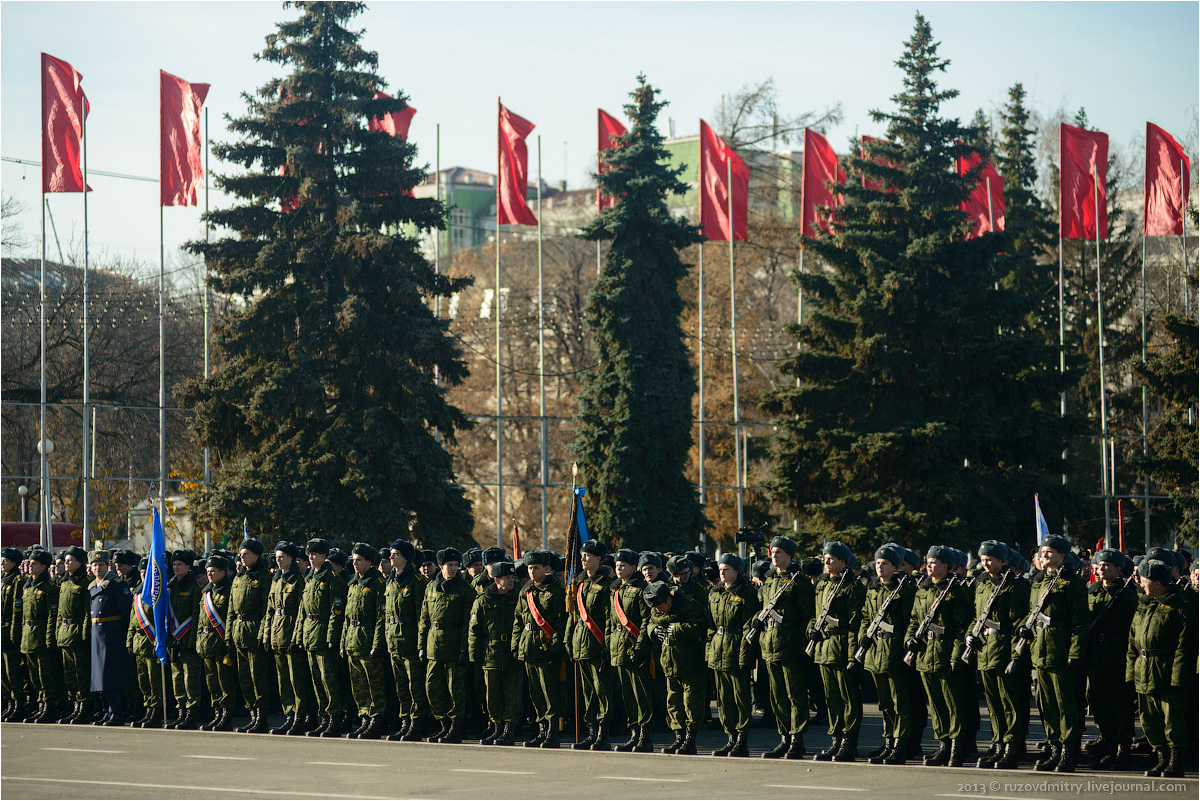
Парадный строй на параде Памяти, 2013

На площади Куйбышева установлен памятный знак в память о параде. В 2011 году в Самарском техническом лицее открылся музей боевой славы «Парад 7 ноября 1941 года в городе Куйбышеве».

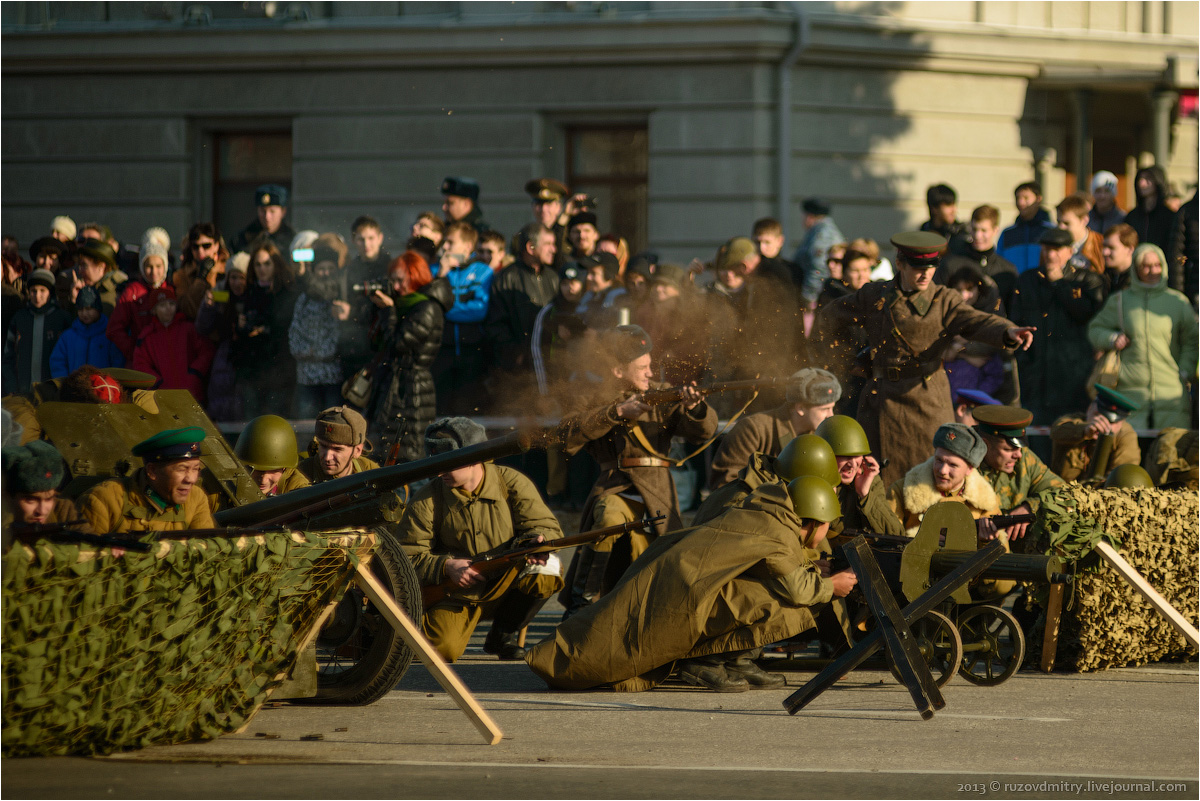
Представление реконструкторов

Также с 2011 года 7 ноября в Самаре ежегодно проходят торжественные мероприятия «Парад Памяти», посвящённые военному параду 1941 года. В городских школах проходят патриотические уроки, почётные гости посещают музей памяти Парада. На площади проходит военный парад, с участием регулярных воинских частей, частей МЧС и правоохранительных органов, военных учебных заведений и кадетских корпусов, а также патриотических организаций и объединений.
Демонстрируется современная военная техника, а также техника времён Второй мировой войны. Проводятся представления исторических реконструкторов.

## Комментарии
1. ↑  13-й авиаполк указан в приложении к приказу № 0215/с, с оценками лётной подготовленности полков и девяток, участвовавших в воздушном параде. В самом тексте приказа его нет, зато там есть 9-й и 21-й запасные истребительные авиаполки, не упоминающиеся в приложении.
2. ↑  Семь пятёрок согласно приложению к приказу Военно-Воздушным силам ПриВО № 0215/с от 9 ноября 1941 года «Об итогах воздушного парада 7 ноября 1941 года»[19], однако генерал-полковник А. И. Подольский, бывший тогда командиром 1-й запасной авиабригады, в мемуарах указывает, что привлёк к параду 47 самолётов: 45 (девять пятёрок) для непосредственно пролёта и два в резерве[18].